# NHL 1938/1939
Sezóna 1938/1939 byla 22. sezonou NHL. Vítězem Stanley Cupu se stal tým Boston Bruins.
Tým Montreal Maroons se chtěl před startem sezony přestěhovat do St. Louis z důvodů finančních potíží, ale ostatní kluby to zamítly. Tým tak zanikl a počet účastníků se snížil na 7.
To si vyžádalo změnu hracího systému. V základní části již nebyly týmy rozděleny do divizí, ale byly v jedné skupině. Týmy na prvních dvou místech postupovaly přímo do semifinále play off, kde se spolu utkaly. Největší favorité se tak utkávali již v semifinále. Celky na třetím až šestém místě hrály čtvrtfinále, kde se utkal 3. se 4. a 5. s 6. V semifinále se pak střetli vítězové těchto čtvrtfinálových bojů.

## Konečná tabulka základní části
| Tým                 | Z  | V  | P  | R  | B  | VG  | IG  |
| ------------------- | -- | -- | -- | -- | -- | --- | --- |
| Boston Bruins       | 48 | 36 | 10 | 2  | 74 | 156 | 76  |
| New York Rangers    | 48 | 26 | 16 | 6  | 58 | 149 | 105 |
| Toronto Maple Leafs | 48 | 19 | 20 | 9  | 47 | 114 | 107 |
| New York Americans  | 48 | 17 | 21 | 10 | 44 | 119 | 157 |
| Detroit Red Wings   | 48 | 18 | 24 | 6  | 42 | 107 | 128 |
| Montreal Canadiens  | 48 | 15 | 24 | 9  | 39 | 115 | 146 |
| Chicago Black Hawks | 48 | 12 | 28 | 8  | 32 | 91  | 132 |

## Play off
|  | Čtvrtfinále | Čtvrtfinále         | Čtvrtfinále   |                     |   | Semifinále          | Semifinále | Semifinále |  |  | Finále Stanley Cupu | Finále Stanley Cupu | Finále Stanley Cupu |
|  |             |                     |               |                     |   |                     |            |            |  |  |                     |                     |                     |
|  |             |                     |               |                     |   |                     |            |            |  |  |                     |                     |                     |
|  |             | 1                   | Boston Bruins | 4                   |   |                     |            |            |  |  |                     |                     |                     |
|  |             |                     |               | 4                   |   |                     |            |            |  |  |                     |                     |                     |
|  |             |                     | 2             | New York Rangers    | 3 |                     |            |            |  |  |                     |                     |                     |
|  |             |                     | 2             | New York Rangers    | 3 |                     |            |            |  |  |                     |                     |                     |
|  |             |                     |               |                     |   |                     |            |            |  |  |                     |                     |                     |
|  |             |                     |               |                     |   |                     |            |            |  |  |                     |                     |                     |
|  |             |                     |               |                     |   |                     |            |            |  |  | 1                   | Boston Bruins       | 4                   |
|  |             |                     | 3             | Toronto Maple Leafs | 1 |                     |            |            |  |  |                     |                     |                     |
|  | 3           | Toronto Maple Leafs | 2             |                     |   |                     |            |            |  |  |                     |                     |                     |
|  | 4           | New York Americans  | 0             |                     |   |                     |            |            |  |  |                     |                     |                     |
|  | 4           | New York Americans  | 0             |                     | 3 | Toronto Maple Leafs | 2          |            |  |  |                     |                     |                     |
|  |             |                     |               |                     | 3 | Toronto Maple Leafs | 2          |            |  |  |                     |                     |                     |
|  |             |                     | 5             | Detroit Red Wings   | 1 |                     |            |            |  |  |                     |                     |                     |
|  | 5           | Detroit Red Wings   | 5             | Detroit Red Wings   | 1 | 2                   |            |            |  |  |                     |                     |                     |
|  | 5           | Detroit Red Wings   |               |                     |   | 2                   |            |            |  |  |                     |                     |                     |
|  | 6           | Montreal Canadiens  | 1             |                     |   |                     |            |            |  |  |                     |                     |                     |

## Ocenění
| Calder Memorial Trophy:    | Frank Brimsek, Boston Bruins  |
| Hart Memorial Trophy:      | Toe Blake, Montreal Canadiens |
| Lady Byng Memorial Trophy: | Clint Smith, New York Rangers |
| O'Brien Cup:               | Toronto Maple Leafs           |
| Prince of Wales Trophy:    | Boston Bruins                 |
| Vezina Trophy:             | Frank Brimsek, Boston Bruins  |